# 모리셔스

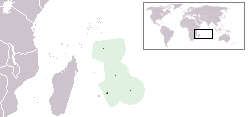

모리셔스 공화국(영어: Republic of Mauritius, 프랑스어: République de Maurice 레퓌블리크 드 모리스[*], 모리스얀어: Repiblik Moris 레피블리크 모리스)은 아프리카의 동부, 인도양 남서부에 있는 섬나라이다. 마다가스카르에서 동쪽으로 약 900 km, 인도에서 남서쪽으로 약 3,943 km 떨어져 있다. 모리셔스는 본섬 이외에 카르가도스 카라호스 제도, 로드리게스섬, 아갈레가 제도로 구성되어 있다. 모리셔스섬은 남서쪽으로 200km정도 떨어진 프랑스의 섬 레위니옹, 북동쪽으로 570km정도 떨어진 로드리게스섬과 함께 마스카렌 제도에 속해있다. 면적은 2040 km2이며 수도는 포트루이스이다.
모리셔스는 의원 내각제 국가이며, 남아프리카 개발 공동체, 동남아프리카 공동시장, 아프리카 연합, 프랑코포니, 영연방의 회원국이다. 주 언어는 모리스얀어, 영어, 프랑스어이다. 영어가 유일한 공용어이나, 링구아 프랑카는 모리스얀어이며, 보통 신문이나 텔레비전 방송은 프랑스어로 나온다. 소수언어로 로드리게스 크리올이 있으며 국가의 일부지역에서 쓰인다. 인도계, 아프리카계, 중국계, 프랑스계를 비롯한 다양한 민족이 살고 있다.
나폴레옹 전쟁 도중 영국의 식민지가 된 모리셔스는 1968년 영국으로부터 독립했다. 독립 후 높은 실업률과 그로 인한 민족갈등의 문제가 대두하였으나, 초대 총리인 시우사구르 람굴람(Seewoosagur Ramgoolam)이 섬유산업을 중심으로 공업화를 추진하여 이들을 해결하고 빠른 경제성장을 이루었다. 영국령이던 때부터 완전한 보통선거 등의 선진적인 정치체제를 도입한 모리셔스는 현재 민주주의 지수상 최상위의 국가 중 하나이다.

## 역사
처음 유럽인들이 이 섬을 발견했을 당시 이 섬은 무인도였다. 이 섬은 조류 도도가 서식했던 유일한 지역으로도 잘 알려져 있다. 도도는 몸무게가 무겁고 날지 못했기 때문에, 인간들이 식량으로 삼기가 쉬웠고, 결국 유럽인들이 처음 온 이후 80년도 안되어 멸종하고 말았다. 원래는 무인도였으나 1598년에 네덜란드가 식민지로 만든 이후 프랑스령을 거쳐 1810년부터 영국의 직할 식민지가 되었다. 1968년에 영 연방 내의 입헌 군주국으로 독립하였으며, 초대 총리인 람굴람의 산업 정책을 바탕으로 빠른 경제성장을 이루어냈다. 이후 1992년에 바뀐 새로운 헌법에 의하여 대통령 중심제의 공화제가 성립되었다. 2024년 10월 3일, 영국과 모리셔스 정부는 공동 선언을 통해 차고스 제도의 주권을 모리셔스로 이양한다고 발표했습니다. 캠프 저스티스 군사기지가 위치한 디에고 가르시아 섬은 이 새로운 조약의 유일한 예외로, 모리셔스 정부는 최소 99년간 차고스 제도의 행정권을 영국에 이양했습니다. 2025년 5월 22일, 키어 스타머 영국 총리는 차고스 제도의 주권을 모리셔스로 이양하는 공식 협정에 서명했습니다. 이 협정에 따라 디에고 가르시아의 전략적 환초와 38km의 완충 구역은 즉시 영국에 반환되었습니다. 이 협정은 향후 99년간 이 섬에 있는 영미 합동 기지의 운영을 허용하며, 40년 연장 및 그에 따른 선점권을 부여합니다. 모리셔스는 영국으로부터 최초 3년간 연간 1억 6,500만 파운드의 임대료를 지급받고, 이후 10년간 매년 1억 2천만 파운드를 받게 됩니다. 그 이후로는 연간 1억 2천만 파운드의 임대료가 물가상승률을 반영하여 지급됩니다.

### 환경
2020년 7월 25일 와카시오호 기름 유출 사고 이후 총리 프라빈드 주그나우스는 국가 환경 긴급 사태를 선포했다. 프랑스는 레위니옹의 항공기과 전문가들을 보냈으며 그린피스는 이 유출로 오염된 바다로 인해 수천 종의 생존에 위협을 주었다고 언급했다.

## 지리
모리셔스는 과거 화산 폭발로 인해 생성된 섬으로 추정되며 대략 800~1,000만 년 정도에 생긴 것으로 보인다. 그러나 지금에 와서는 화산 활동이 전혀 나타나지 않고 있다. 모리셔스 섬은 중앙 평원으로 이뤄져 있고 남서쪽에 가장 높은 봉우리인 Piton de la Petite Rivière Noire가 828 m로 솟아 있다.
수도인 포트 루이스는 북서쪽에 있으며 다른 주요 거점들도 다 이 부근에 있다. 자연 경관으로 유명한 모리셔스는 작가 마크 트웨인이 여행을 하면서 영감을 얻었다고 전해지기도 한다.

## 기후
모리셔스는 온화한 열대성 기후로 일년에 300일 이상 햇빛을 받는다. 남반구에 위치하므로 여름철은 10월에서 5월까지이고 겨울철은 6월에서 9월까지이다. 12월,1월 및 2월에 기온의 최고점에 달하고 여름철에는 더운 날씨와 열대 기후를 보이며, 비가 가장 많이 내리기도 하지만 소나기가 오래 지속되는 경우는 거의 없다. 대부분의 비가 중앙 고원에 떨어진다. 12월에서 3월까지는 스쿠버 다이빙이나 심해 낚시에 가장 좋은 시기이다.
사이클론의 계절은 11월에서 4월까지이나 모리셔스 섬의 크기가 작기 때문에 대부분 사이클론은 모리셔스를 피해간다. 사이클론을 대비해 모든 해변 휴양지는 강력한 태풍급 바람에 저항할 수 있도록 건설되어 있다.
해발 600m에 있는 중앙 고원에 평균 기온은 20도에서 26도 사이이고 해안의 기온은 약 3~5도 정도 높다. 섬의 북부와 서부 지역은 동부 및 남부 지역보다 따뜻하고 건조한 편이다.

## 사람과 언어
인도인(오늘날 인도, 파키스탄, 방글라데시, 스리랑카 등지에서 온 남아시아인)의 후예가 압도적 다수를 차지하고 있다. 특히 북인도출신이 많고 여전히 30%가량이 보쥬뿌리(Bhojupuri)라고 하는 힌두어의 방언을 모어로 사용하고 있다. 1992년 헌법 49조에서 '의회의 공식어는 영어다. 하지만 누구든지 의장에게 프랑스어로 발언할 수 있다.'고 되어 있다. 바로 이런 헌법의 애매한 진술로 어떤 곳에서는 영어만이 공식어라고 하고, 또 어떤 곳에서는 영어 및 프랑스어가 공식어라고 한다. 영어는 '국가의 공식어'가 아니라 '의회의 공식어'일 뿐이다. 실제로는 영어와 프랑스어가 공식어의 역할을 한다. 아메리카합중국의 중앙정보국(CIA)에서 발간한 '세계사실서(World Factbook)'2006년판에는 영어가 공식어라고 하면서, '전인구의 1%미만이 사용한다'라는 주석을 덧붙였다. 또한 프랑스어가 토착화 및 변형된 크레올어는 전국민의 55%가 모어로 사용한다. 공식적 문서와 정부의 공식 인터넷 문서는 영어가 우세를 보이고 있는 반면에, 문학과 출판물 및 정당명에서는 프랑스어가 우위를 점하고 있다.
모리셔스는 영연방의 정회원국이면서 동시에 프랑스어사용국기구(프랑코포니)의 정회원국이다. 그리고 2006년 7월 17일부터는 포르투갈어국가공동체(CPLP)의 준회원국이다.

## 행정구역
모리셔스(프랑스어로는 모리스)는 9개 지구와 1개 자치구로 나뉜다. 1개 자치구는 로드리게스섬인데 아프리카계가 다수이며, 크레올을 모어로 사용한다. 또한 인구의 절대 다수가 프랑스어를 말하고 이해한다. 그 외에도 3개의 속령(Agalega and Cargados Carajos Shoals)이 있다. 또한 모리셔스는 프랑스가 점유하고 있는 트로믈랭(Tromelin)섬과 브리튼이 점유하고 있는 챠고스제도에 대해서 끊임없이 반환을 주장하고 있다. 다음은 9개의 지구다.
1. 리비에르누아르구 (Rivière Noire)
2. 플라크구 (Flacq)
3. 그랑포르구 (Grand Port)
4. 모카구 (Moka)
5. 팜플레무스구 (Pamplemousses)
6. 플랭윌렐름구 (Plaines Wilhems)
7. 포트루이스구 (Port Louis)
8. 리비에르뒤랑파르구 (Rivière du Rempart)
9. 사반구 (Savanne)

## 경제
모리셔스의 주요 산업은 어업과 관광업이다. 2018년 기준, 1인당 국내총생산(GDP)은 1만 1천달러이다.

## 외교관계
대한민국과는 1971년, 조선민주주의인민공화국과는 1973년에 수교하였다.

## 같이 보기
- 모리티아 - 사라진 대륙의 파편(continental fragment, microcontinent)